# Cochliobolus aberrans
Cochliobolus aberrans är en svampart som beskrevs av Alcorn 1990. Cochliobolus aberrans ingår i släktet Cochliobolus och familjen Pleosporaceae.   Inga underarter finns listade i Catalogue of Life.